# Sarah Glidden

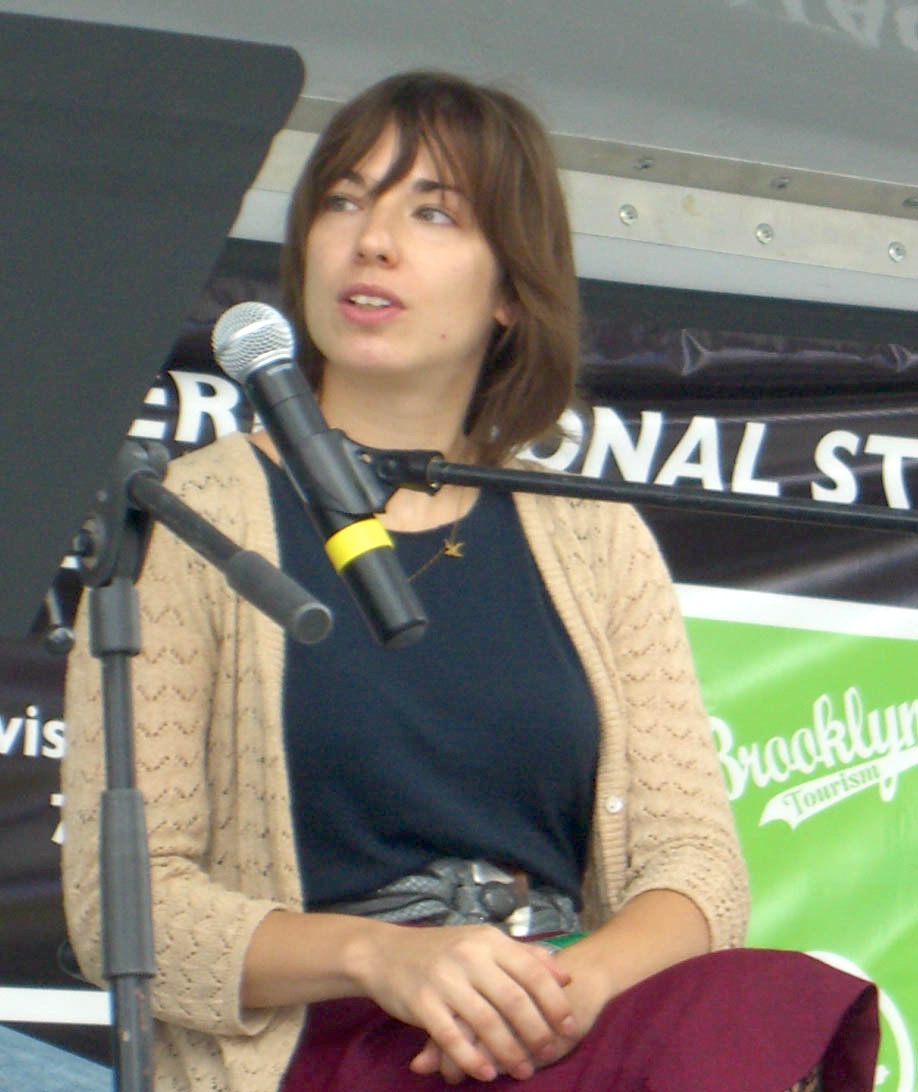
Sarah Glidden bei einer Podiumsdiskussion zu Graphic Novels, Brooklyn Book Festival 2009

Sarah Glidden (* 1980 in Boston) ist eine US-amerikanische Zeichnerin und Autorin. Die Exponentin des Comic-Journalismus berichtete über längere Aufenthalte in Israel sowie in Syrien, dem Irak und der Türkei. Die 2010 und 2016 in Buchform erschienenen Reportagen wurden in mehrere Sprachen übersetzt.

## Werdegang
Sarah und ihr Bruder wuchsen in einer nicht besonders religiösen Familie auf. Man war jedoch Teil eines lokalen Movement for Reform Judaism, und die Geschwister nahmen an der Sonntagsschule der Brandeis University teil, um sich auf ihre Bar/Bat Mitzvah’ed vorzubereiten. Sarah Glidden machte ihren Bachelor of Fine Arts (BFA) in Malerei (Painting) an der Boston University, wo sie von 1998 bis 2002 studiert hatte. Anschließend zog sie nach New York, wo sie 2006 mit dem Zeichnen von Comics begann – zu dieser Zeit lebte sie in einem Kollektiv namens Flux Factory in Queens. Sie war dann Gründungsmitglied der Wohn- und Ateliergemeinschaft Pizza Island, wo sie sich mit Julia Wertz, Meredith Gran, Kate Beaton und Lisa Hanawalt die Räumlichkeiten teilte.
2007 unternahm sie ihre erste größere Reise, eine Birthright Tour nach Israel. Von da an wurden Nonfiction und Graphic Journalism in der Tradition von Joe Sacco immer stärker zum Hauptinteresse von Sarah Glidden. 2010 begleitete sie zwei befreundete Journalisten auf einer Reportage-Reise durch die Türkei, Syrien und den Irak. Glidden dokumentierte Gespräche und Tonbandinterviews, zeichnete Skizzen und befragte ihre Kollegen zu deren Arbeitsprozess. Die transparente Offenlegung des eigenen Recherche- und Schaffensprozesses wurde wesentlicher Bestandteil der Resultate, die Glidden schließlich in Buchform veröffentlichte. Das journalistische Handwerk sollte dargestellt werden – „Wir nehmen das normalerweise als gegeben hin wie Leitungswasser“, so Glidden während ihrer Lesereise durch Deutschland (2017) im Interview mit der taz. Rolling Blackouts (deutsch: Im Schatten des Krieges) gilt als metajournalistisches Werk. Im deutschen Sprachraum reagierte die Kritik gespalten: Befürworter meinten, dass man viel über die Arbeit von Auslandsreportern erfahre. Jonas Engelmann (Strapazin) fand, dass gerade die Ebene der Reflexion die Möglichkeiten des Comics unterstreiche: „Hier kann man sich die Zeit nehmen, die notwendigen Fragen zu stellen, die im Tagesjournalismus oftmals untergehen.“ Stefan Weiss (Der Standard) hingegen reagierte skeptisch und sprach von „Nabelschau“.
2012 verbrachte Sarah Glidden sieben Monate in Angoulême. Bei einem Comicfestival in Kolumbien lernte sie ihren damaligen Partner kennen und zog mit ihm für eineinhalb Jahre nach Buenos Aires. Seit 2015 lebt sie in Seattle.
Journalistische Arbeiten zeichnete sie seit dem Erscheinen ihres zweiten Buches etwa über den Wahlkampf von Jill Stein oder über die Künstlerin Hilda af Klint. Auf The Nib veröffentlichte sie zudem Arbeiten zum Klimawandel, oder über Invasive Arten. 2014 war sie Beiträgerin der Anthologie Above the Dreamless Dead. World War I in Poetry and Comics (Hrsg.: Chris Duffy): Break of Day in the Trenches von Isaac Rosenberg findet sich hier ‚adapted by Sarah Glidden‘.

## Werk
- Small Noises. Selbstverlag, 2006
- How to Understand Israel in 60 Days or Less. Vertigo/DC Comics, 2010

- Rolling Blackouts. Dispatches from Turkey, Syria, and Iraq. Drawn & Quarterly, 2016

## Auszeichnungen
- 2008: Ignatz Award (Kategorie Promising New Talent)[11]
- 2017: Lynd Ward Prize (Graphic Novel of the Year) der Penn State University Libraries[12]

## Ausstellungsbeteiligungen
- 2019: Zeich(n)en der Zeit, Museum für Kommunikation, Berlin[13]
- 2021/22: The Art of the News, Jordan Schnitzer Museum of Art[14]